# (673087) 2015 AJ281
(673087) 2015 AJ281 est un objet transneptunien du groupe des cubewanos découvert en 2011. Avec une magnitude absolue de 4,87, c'est très probablement une planète naine avec un diamètre de l'ordre de 480 km. Il pourrait faire partie de la famille de Hauméa, selon le MPC il serait en résonnance 7:12 avec Neptune.

## Histoire
L'objet avait été découvert en 2011 et nommé 2011 FW62, mais le Centre des planètes mineures, chargé de la numérotation officielle, a considéré cela comme une prédécouverte.